# Hwang Son-mi
Hwang Son-mi (hangul 황선미; * 1963 Hongsong, Jižní Čchungčchong) je jihokorejská spisovatelka literatury pro děti.

## Život a dílo
Hwang Son-mi pochází z velmi chudých poměrů. Její rodiče si nemohli z finančních důvodů dopřát jí studium, jenom díky empatickému učiteli, který jí poskytl klíč, si mohla po nocích ve škole tajně číst. Psaní knih se věnuje od roku 1995.

### České překlady z korejštiny